# Nova rouge lumineuse

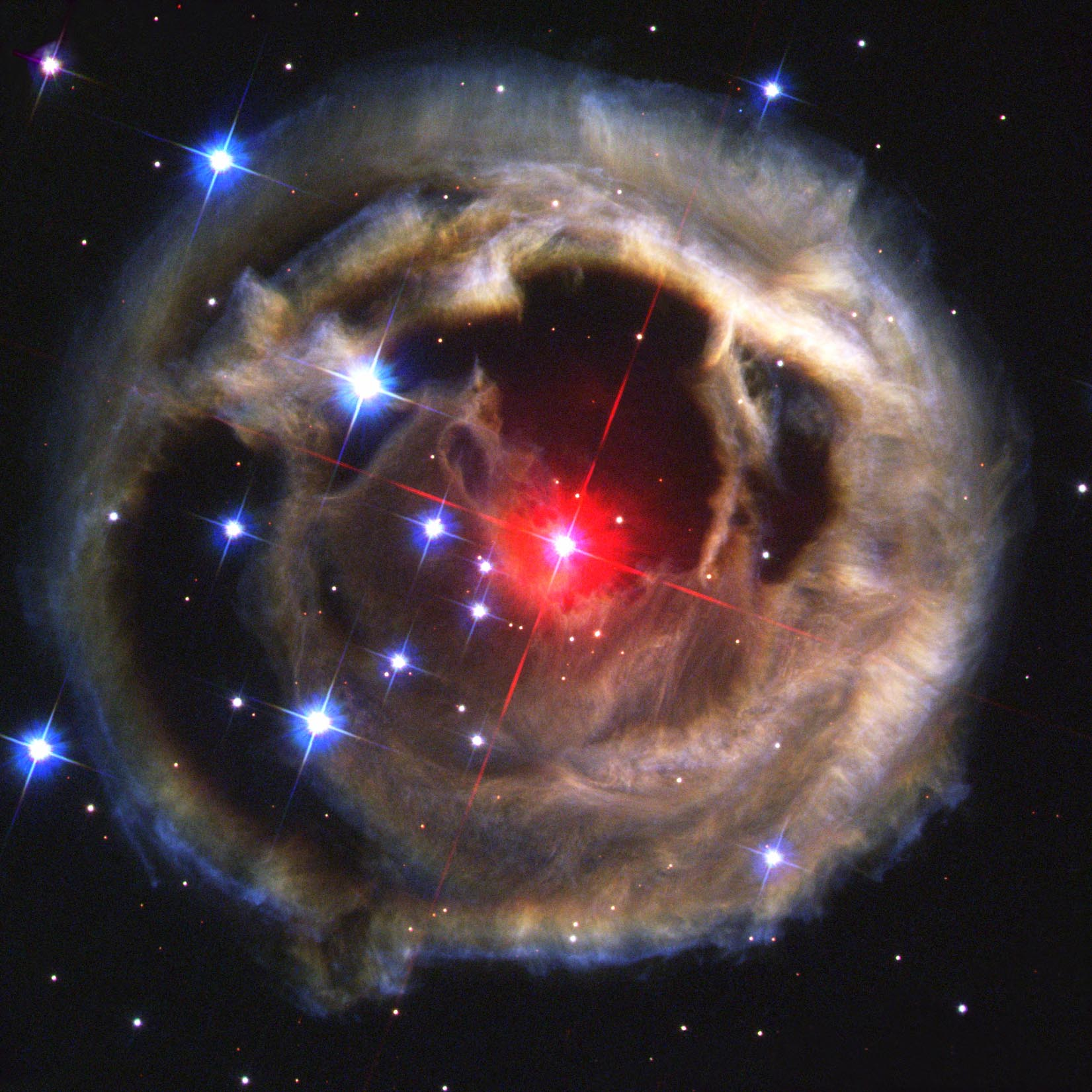
V838 Monocerotis une nova rouge lumineuse.

Une nova rouge lumineuse (calque de l'anglais luminous red nova, abrégé en LRN) est une explosion stellaire qui résulterait de la fusion des étoiles composant un système ou un sous-système binaire. Les novas (ou novæ) rouges lumineuses se caractérisent par une couleur rouge distincte et une courbe de lumière qui persiste avec une luminosité résurgente dans l'infrarouge. La luminosité de l'explosion est entre celle d'une supernova et celle d'une nova.